# NGC 1251
NGC 1251 is een dubbelster in het sterrenbeeld Walvis. Het hemelobject werd op 25 januari 1860 ontdekt door de Amerikaanse astronoom Phillip Sidney Coolidge (1830-1863).